# Walerij Iwanow (biathlonista)
Walerij Władimirowicz Iwanow (ros. Валерий Владимирович Иванов; ur. 28 września 1969 w Makinsku) – kazachski biathlonista, uczestnik mistrzostw świata w biathlonie oraz zimowych igrzysk olimpijskich.
Starty w Pucharze Świata rozpoczął zawodami w Ruhpolding w roku 1994 zajmując 94. miejsce w biegu indywidualnym na 20 km. Najlepszy wynik w Pucharze Świata osiągnął w 1998 w Ruhpolding zajmując 10. miejsce w sprincie.
Mąż biatlonistki Inny Szeszkil.

## Osiągnięcia

### Zimowe Igrzyska Olimpijskie
| Rok  | Miejscowość | Konkurencje | Konkurencje | Konkurencje | Konkurencje | Konkurencje | Konkurencje | Konkurencje |
| Rok  | Miejscowość | IN          | SP          | PU          | MS          | RL          | MR          | SR          |
| ---- | ----------- | ----------- | ----------- | ----------- | ----------- | ----------- | ----------- | ----------- |
| 1998 | Nagano      | 52.         | 31.         | –           | –           | 16.         | –           | –           |

### Mistrzostwa świata
| Rok  | Miejscowość | Konkurencje | Konkurencje | Konkurencje | Konkurencje | Konkurencje | Konkurencje | Konkurencje |
| Rok  | Miejscowość | IN          | SP          | PU          | MS          | RL          | MR          | SR          |
| ---- | ----------- | ----------- | ----------- | ----------- | ----------- | ----------- | ----------- | ----------- |
| 1995 | Anterselva  | 33.         | 25.         | –           | –           | 15.         | –           | –           |
| 1997 | Osrblie     | 44.         | –           | –           | –           | 18.         | –           | –           |

### Puchar Świata

#### Miejsca w klasyfikacji generalnej
| Sezon     | Miejsce |
| --------- | ------- |
| 1997/1998 | 51.     |